# For All Tid
For all tid (рус. На все времена) — дебютный студийный альбом норвежской блэк-метал-группы Dimmu Borgir, вышедший в 1994 году.
Диск записывался на Stovner Rockefabrikk с августа по декабрь 1994 года, в этом же году альбом вышел в свет. Позже, в 1997 году, альбом был переиздан лейблом Nuclear Blast.
Изображение на обложке альбома навеяно иллюстрацией замка Камелот, выполненной Гюставом Доре к «Idylls of the King».

## Список композиций
1. «Det nye riket» (5:04)
2. «Under korpens vinger» (5:59)

Обложка переизданной версии альбома.

3. «Over bleknede blåner til dommedag» (4:05)
4. «Stien» (2:00)
5. «Glittertind» (5:15)
6. «For all tid» (5:51)
7. «Hunnerkongens sorgsvarte ferd over steppene» (3:04)
8. «Raabjørn speiler draugheimens skodde» (5:01)
9. «Den gjemte sannhets hersker» (6:19)

### Бонус-треки на переизданной версии
1. «Inn i evighetens mørke del I» (5:25)
2. «Inn i evighetens mørke del II» (2:09)

### Дополнительные композиции наяпонскойверсии
1. «Spellbound» (4:08)
2. «Tormentor of Christian Souls» (5:39)
3. «Master of Disharmony» (6:05)
4. «Metal Heart»[4] (4:27)

## Участники записи
- Шаграт — ударные, вокал (гитара в композиции «Glittertind»)
- Силенос — гитара, вокал
- Тьодальв — гитара (ударные в композиции «Glittertind»)
- Брюньярд Тристан — бас-гитара
- Стиан Орстад — клавишные
- Vicotnik[5] (Dødheimsgard, Ved Buens Ende) — вокал
- Aldrahn[5] (Dødheimsgard) — вокал